# Syrgasförgiftning
Syrgasförgiftning orsakas av inandning av syrgas vid ett ökat partialtryck. 
Det finns två typer av syrgasförgiftning; en som angriper nervsystemet och en som angriper andningssystemet. Den senare orsakas av extremt lång exponering av syrgas vid ett partialtryck över 0,5. En vuxen person som är fullt frisk visar inga symptom på den här sortens förgiftning förrän efter nästan 24 timmars exponering av 100 % ren syrgas. Mekanismerna som orsakar detta är inte helt känt.
Den andra sortens syrgasförgiftning, som angriper nervsystemet, orsakas då partialtrycket på syre i kroppen överstiger 1,6. Detta kräver ett högre atmosfärstryck än det som är på havsnivå och är vanligast inom teknisk och militär dykning då man använder syreberikad luft. Inom sportdykning är risken obefintlig för de restriktioner och gränser som satts upp. Syret i vanlig luftblandning når ett partialtryck som gör det giftigt på ett djup av ungefär 65–70 m i vatten (trycket beror på vattendensiteten). Den här typen av förgiftning är mycket oförutsägbar och inträffar vid olika tryck för olika personer. Angreppet på nervsystemet kommer plötsligt och orsakar medvetslöshet och kramper.